# سوپر مشاق
سوپر مشاق (به انگلیسی: PAC_Super_Mushshak) یک هواگرد از نوع هواپیمای آموزشی ساخت شرکت هوافضای پاکستان است. هواگرد سوپر مشاق نخستین پروازش را در ۱۹۹۵ میلادی انجام داد. این هواگرد در سال ۱۹۹۶ میلادی رسماً معرفی گردید و در سال‌های 1995 تا امروز تولید شده‌است. در مجموع، تعداد ۳۹۱+ فروند از این هواگرد ساخته شده‌است.